# Plinia costata
Plinia costata là một loài thực vật có hoa trong Họ Đào kim nương. Loài này được Amshoff miêu tả khoa học đầu tiên năm 1950.